# Slag bij La Forbie
De Slag bij La Forbie, ook wel onbekend als de Slag van Hiribyah, was een slag tussen het koninkrijk Jeruzalem en zijn bondgenoten tegen het Ajjoebidische sultanaat, die versterkt waren met Kwarazameense huurlingen.

## Aanloop
Het Beleg van Jeruzalem (1244) door de Khwarazmiden zorgde voor paniek bij de christelijke en enkele islamitische staten. Er werd een bondgenootschap gesmeed tussen de emiraten van Homs en Damascus en de overgebleven christelijke krachten uit het koninkrijk Jeruzalem, om de resterende gebieden te verdedigen tegen de Ajjoebiden uit het Egyptische sultanaat.
De twee legers hadden hun kamp opgeslagen in de buurt van het plaatsje La Forbie, in het noordoosten van Gaza. Al-Mansur Ibrahim, de emir van Homs, was aanwezig bij de geallieerden met 2.000 cavaleristen. Het commando bij de christenen was in handen van Wouter IV van Brienne, hoewel de seneschalk van Jeruzalem, Filips I van Montfort, ook aanwezig was. Zij gaven leiding aan een christelijk leger van 1.000 cavaleristen en 6.000 infanteristen. Het Egyptische leger stond onder leiding van de Mammeluk Baibars; zijn leger was in aantal iets kleiner dan dat van zijn tegenstander.
Al-Mansur Ibrahim adviseerde De Brienne om hun kamp defensief te versterken en te wachten tot de ongedisciplineerde Khwarazmiden hen zouden aanvallen. De Brienne sloeg dit advies in de wind. Uiteindelijk namen de christenen hun positie in op de rechtervleugel, in het centrum stond het leger van Al-Mansur Ibrahim, en aan de linkerkant hadden de Bedoeïenen hun plaats ingenomen.

## De veldslag
De veldslag begon op de ochtend van 17 oktober waarbij de christelijke ridders herhaaldelijk charges uitvoerden op de Egyptenaren, maar hun tegenstander behield zijn positie. Op de volgende ochtend opende Baibars de strijd en wierp zijn Kwarezmeense huurlingen in de strijd tegen de troepen uit Damascus. Het centrum werd hevig toegetakeld door de aanval. De Bedoeïenen probeerde Al-Mansur te hulp te komen, maar ze werden in stukken gehakt. Uiteindelijk wist Al-Mansur met 280 overlevenden de slagveld te ontvluchten.
In het begin waren de christenen uiterst succesvol, maar ze werden in het nauw gedreven toen de Mammelukken van voor en de Khwarazmiden in de flank, hen in het nauw dreven. Hun infanterie werd bijna helemaal vernietigd. De goed bewapende ridders vochten dapper terug, maar het was een kwestie van uren voordat hun weerstand was gebroken.

## Verliezen
Meer dan 5.000 man waren gedood, 800 waren er gevangengenomen, waaronder Wouter van Brienne en Guillaume de Châteauneuf, de grootmeester van de Hospitaalridders. Slechts 33 Tempeliers, 27 Hospitalers en drie Teutoonse ridders overleefden de slag. Filips van Montfort en de patriarch van Jeruzalem ontsnapten naar Ascalon. De bisschop van Tyrus raakte bij de slag dodelijk gewond en van de Tempeliers overleefden slechts 36 ridders het slagveld. De grootmeester van de Tempeliers, Armand de Périgord, raakte vermist en was waarschijnlijk gevangen genomen.

## Nasleep
Het koninkrijk Jeruzalem had erg veel schade ondervonden van de slag; het had sinds de Slag bij Hattin lang niet meer zo'n groot leger kunnen opzetten. Het zou nooit meer in staat zijn om offensieve operaties uit te voeren. De overwinning bracht geen blijvend succes voor de Egyptenaren. De Khwarazmiden werden in 1246 door Al-Mansur bij Homs verslagen.
Het Beleg van Jeruzalem (1244) en de slag bij La Forbie zullen de aanleiding zijn voor de Zevende Kruistocht.